# Julianne McNamara
Julianne McNamara (Flushing, 11 oktober 1965) is een voormalig turnster uit de Verenigde Staten. Ze vertegenwoordigde haar vaderland op de Olympische Zomerspelen 1984 in Los Angeles. McNamara was ook geselecteerd voor het Amerikaanse turnteam dat deel zou nemen aan de later door de Verenigde Staten geboycotte Olympische Zomerspelen 1980. Verder was ze de eerste vrouwelijke turnster die op een individueel onderdeel een gouden, Olympische medaille bemachtigde voor de Verenigde Staten.
Na haar topsportcarrière acteerde McNamara in een aantal films en tv series. Verder zorgde ze voor het commentaar bij verschillende turn en cheerleading gelegenheden.
Van 1989 tot en met 2015 was McNamara getrouwd met een honkbalspeler, van wie ze vier kinderen kreeg.

## Resultaten

### Olympische Zomerspelen
| Jaar | Plaats      | Resultaten                                                      |
| ---- | ----------- | --------------------------------------------------------------- |
| 1984 | Los Angeles | Team meerkamp · 4e Individuele meerkamp · Brug ongelijk · Vloer |

### Wereldkampioenschappen
| Jaar | Plaats    | Resultaten                                                                      |
| ---- | --------- | ------------------------------------------------------------------------------- |
| 1981 | Moskou    | 6e Team meerkamp · 7e Individuele meerkamp · Brug ongelijk · 5e Balk · 7e Vloer |
| 1983 | Boedapest | 7e Team meerkamp 16e Individuele meerkamp 6e Sprong 7e Brug ongelijk            |

### Top scores
Hoogst behaalde scores op mondiaal niveau (Olympische Spelen of Wereldkampioenschap finales).
| Onderdeel            | Score  | Wedstrijd                   | Locatie     |
| -------------------- | ------ | --------------------------- | ----------- |
| Individuele meerkamp | 78.400 | Olympische Zomerspelen 1984 | Los Angeles |
| Sprong               | 19.625 | Wereldkampioenschappen 1983 | Boedapest   |
| Brug ongelijk        | 19.950 | Olympische Zomerspelen 1984 | Los Angeles |
| Balk                 | 19.225 | Wereldkampioenschappen 1981 | Moskou      |
| Vloer                | 19.950 | Olympische Zomerspelen 1984 | Los Angeles |